# Eresia mimicry
Eresia mimicry är en fjärilsart som beskrevs av Felix Bryk 1953. Eresia mimicry ingår i släktet Eresia och familjen praktfjärilar. Inga underarter finns listade i Catalogue of Life.